# Гадаш, Матей
Ма́тей Га́даш (чеш. Matěj Hadaš; род. 25 ноября 2003) — чешский футболист, защитник клуба «Сигма».

## Клубная карьера
Гадаш — воспитанник клубов «Валашске-Мезиржичи», «Сокол Катеринице» и «Сигма». 29 мая 2021 года в матче против либерецкого «Слована» он дебютировал в Гамбринус лиге в составе последнего. В 2025 году игрок помог клубу завоевать Кубок Чехии.

## Международная карьера
В 2025 году Гадаш в составе молодёжной сборной Чехии принял участие в молодёжном чемпионате Европы в Словакии.

## Достижения
Клубные
 «Сигма»
- Обладатель Кубка Чехии — 2024/2025